# Kalawrita (gmina)
Kalawrita (gr. Δήμος Καλαβρύτων, Dimos Kalawriton) – gmina w Grecji, w administracji zdecentralizowanej Peloponez, Grecja Zachodnia i Wyspy Jońskie, w regionie Grecja Zachodnia, w jednostce regionalnej Achaja. Siedzibą gminy jest Kalawrita. W 2011 roku liczyła 11 045 mieszkańców. Powstała 1 stycznia 2011 roku w wyniku połączenia dotychczasowych gmin: Kalawrita, Aroania, Paion i Lefkasi.